# Panelus setosus
Panelus setosus är en skalbaggsart som beskrevs av Gilbert John Arrow 1931. Panelus setosus ingår i släktet Panelus och familjen bladhorningar. Inga underarter finns listade i Catalogue of Life.